# Käyrälampi
Käyrälampi är en sjö i kommunen Kouvola i landskapet Kymmenedalen i Finland. Sjön ligger 58,1 meter över havet. Den är 8,36 meter djup. Arean är 90 hektar och strandlinjen är 4,55 kilometer lång. Sjön  ingår i Kymmene älvs huvudavrinningsområde.   Den ligger omkring 47 km norr om Kotka och omkring 130 km nordöst om Helsingfors. 

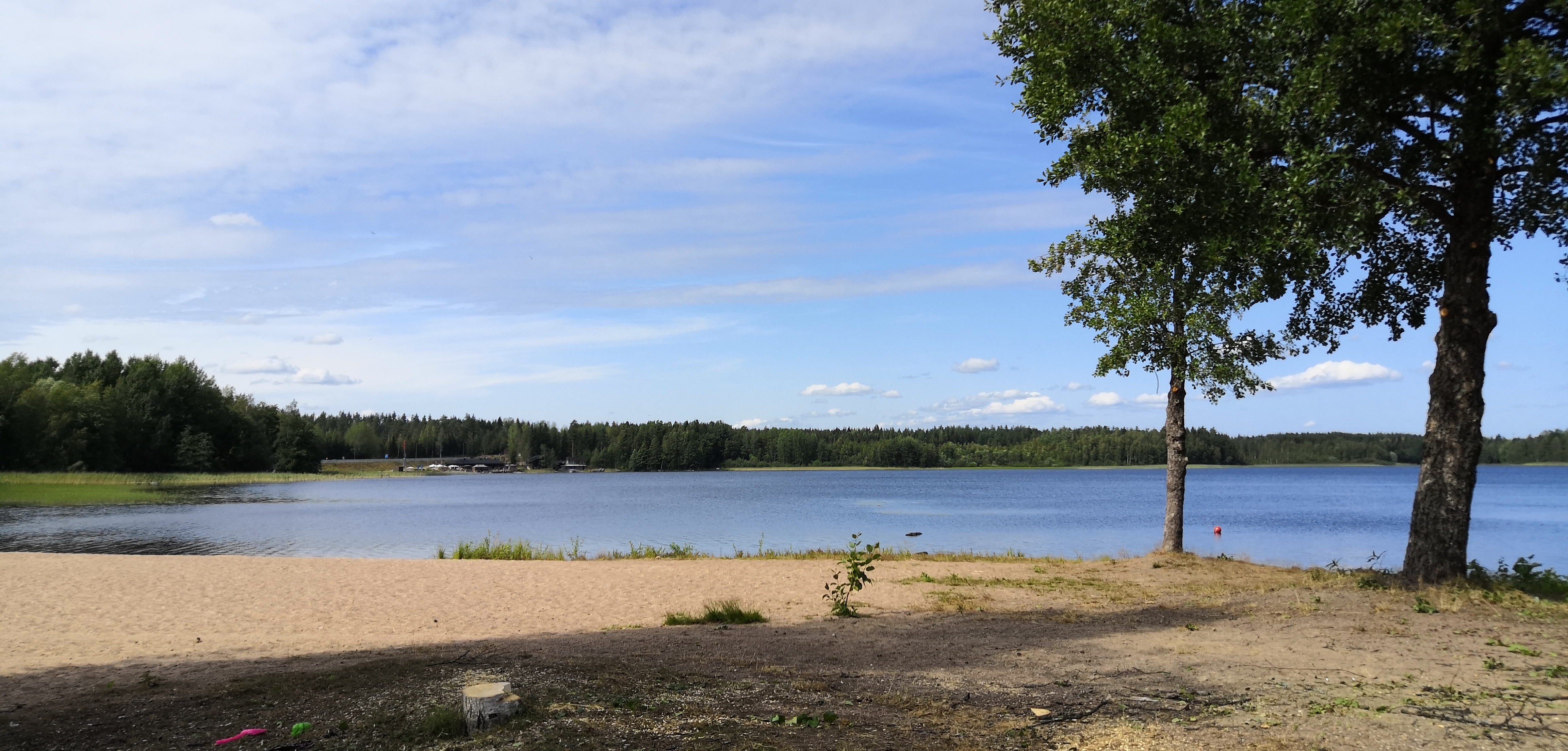
Käyrälampi sett från stranden.
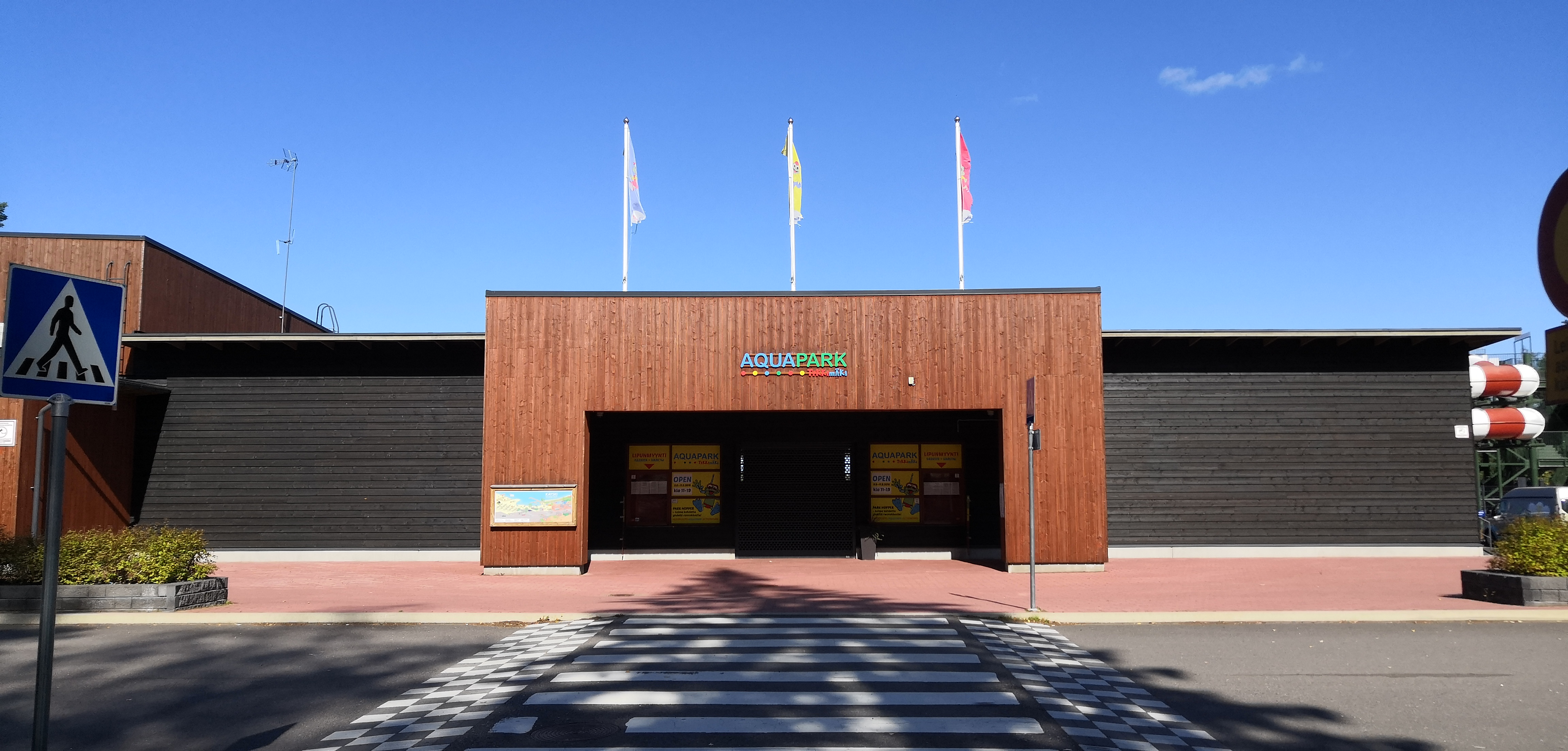
Tykkimäki Aquaparkens ingång.

Käyrälampi 001.jpg